# Peter Vierneisel

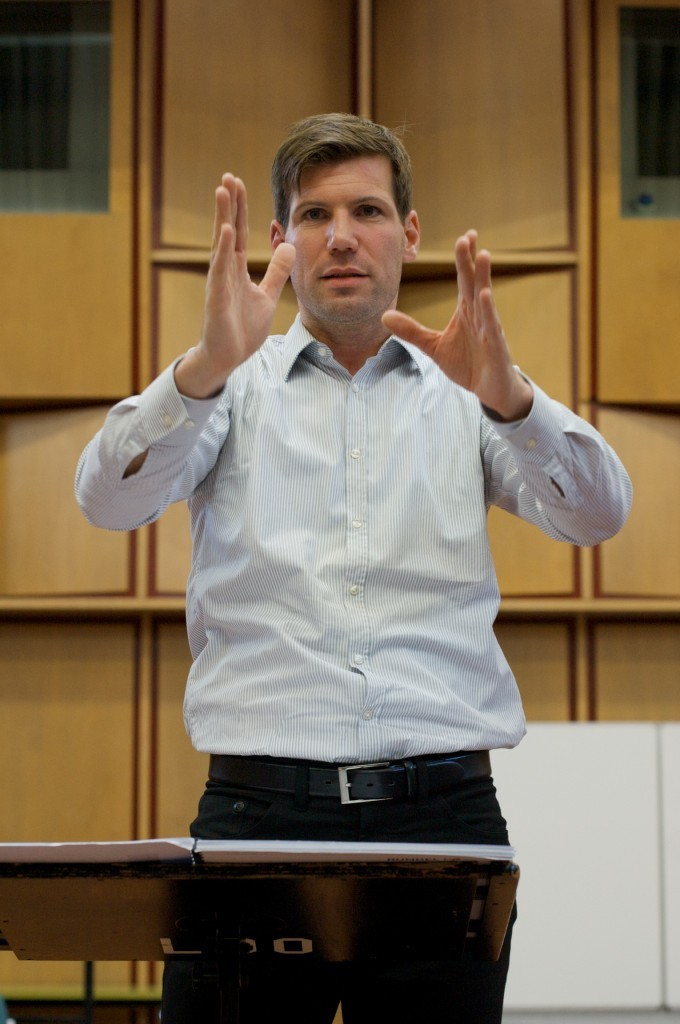
Peter Vierneisel

Peter Vierneisel (* 29. Juli 1974 in Mannheim) ist ein deutscher Dirigent und Musikpädagoge. Er ist Gründer und Leiter der Deutschen Dirigenten-Akademie sowie Honorarprofessor für Orchesterdirigieren und Musikpädagogik an der Universität Potsdam. Dort leitet er auch die Akademische Bläserphilharmonie Potsdam.

## Werdegang
1974 in Mannheim geboren, studierte er Schulmusik, Germanistik und Pädagogik an der Johannes-Gutenberg-Universität Mainz. Es folgte ein Studium zum Orchesterleiter und Dirigenten an der Musikhochschule Maastricht.
Seinen Tätigkeitsschwerpunkt legte Vierneisel in den Bereich der sinfonischen Blasmusik. Er arbeitete mit verschiedenen Orchestern, sowohl im professionellen als auch im Amateurbereich. So wurde er direkt nach seinem Studium Chefdirigent des Landespolizeiorchesters Brandenburg, dem er sieben Jahre (bis 2010) vorstand. Darüber hinaus arbeitete er unter anderem mit
- dem Rundfunkblasorchester Leipzig,
- dem Freien Studentenorchester Rostock (FSOR),
- dem Südtiroler Jugendblasorchester,
- dem Landesblasorchester Baden-Württemberg,
- dem Blasorchester Südwind,
- der Rheinhessischen Bläserphilharmonie,
- der Mannheimer Bläserphilharmonie,
- dem Schwäbischen Jugendblasorchester,
- dem Landesblasorchester Sachsen,
- der Brass Band Mannheim,
- dem Tübinger Saxophonensemble und
- dem Landesjugendakkordeonorchester Bayern sowie
- dem Symphonischen Blasorchester Bingen-Dromersheim

zusammen.
Neben seiner künstlerischen Tätigkeit bildet die Ausbildung von Dirigenten einen weiteren Schwerpunkt seiner Tätigkeit. So lehrt er am Bereich Musik und Musikpädagogik der Universität Potsdam das Fach Orchesterleitung und gibt Kurse an der von ihm gegründeten Deutschen Dirigenten-Akademie.
Von 2004 bis 2006 war Vierneisel künstlerischer Leiter der Instrumental- und Orchesterakademie „Mannheim Wind Academy“. 2005 bis 2008 stand er als musikalischer Leiter dem Musiktheater „Potsdamer Tage der Neuen Musik für Kinder“ vor. Er ist Präsidiumsmitglied des Landesmusikrates Brandenburg (Fachbereich Instrumentalmusik) und der WASBE (World Association for Symphonic Bands & Ensembles), Sektion Deutschland.
Von 2021 bis Anfang 2025 arbeitete er als Direktor der Bundesakademie für musikalische Jugendbildung in Trossingen als Nachfolger von René Schuh.

## Einspielungen
Vierneisel nahm mehrere CD-Einspielungen für den Musikverlag Rundel vor:
- Fiskinatura, aufgenommen mit dem Landespolizeiorchester Brandenburg
- Imagasy, aufgenommen mit dem Landespolizeiorchester Brandenburg
- Sinfonische Bläsermusik Vol. 2, aufgenommen mit dem  Landespolizeiorchester Brandenburg
- Sinfonische Bläsermusik Vol. 3, aufgenommen mit dem Landesjugendblasorchester Sachsen

## Auszeichnungen
Im Januar 2006 wurde Vierneisel mit der Mannheimer Bläserphilharmonie beim Orchesterwettbewerb „Internationales Musikfestival Prag 2006“ mit fünf 1. Preisen ausgezeichnet, unter anderem in den Kategorien „Bester Dirigent“, „Beste Interpretation“ und „Gesamtsieg“.